# Graminicola
Graminicola är ett fågelsläkte i familjen marktimalior inom ordningen tättingar. Släktet omfattar numera två arter som förekommer från västra Nepal till södra Kina och Vietnam, där den dock troligen är utdöd:
- Indisk grästimalia (G. bengalensis)
- Kinesisk grästimalia (G. striatus)

Länge placerades Graminicola helt okontroversiellt bland gräsfåglarna, men studier visar att de är marktimalior. Fram tills nyligen betraktades de också som en och samma art, men forskning visar att de skiljer sig tillräckligt åt för att delas upp i två.